# Sedliště (okres Jičín)
Sedliště jsou obec v okrese Jičín v Královéhradeckém kraji. Žije v ní 94 obyvatel.

## Historie
První písemná zmínka o obci pochází z roku 1340.

## Obyvatelstvo
| Rok            | 1869 | 1880 | 1890 | 1900 | 1910 | 1921 | 1930 | 1950 | 1961 | 1970 | 1980 | 1991 | 2001 | 2011 | 2021 |
| -------------- | ---- | ---- | ---- | ---- | ---- | ---- | ---- | ---- | ---- | ---- | ---- | ---- | ---- | ---- | ---- |
| Počet obyvatel | 250  | 260  | 258  | 253  | 202  | 220  | 182  | 139  | 137  | 124  | 115  | 96   | 96   | 105  | 103  |
| Počet domů     | 37   | 35   | 36   | 38   | 38   | 40   | 44   | 45   | 37   | 33   | 31   | 38   | 42   | 47   | 44   |

## Obecní správa
Mezi lety 1850–1884 patřily Sedliště jako osada obce k Starým Hradům v okrese Jičín. V letech 1884–1960 byl obcí. Od 14. června 1964 do 31. prosince 1974 patřily znovu jako část obce k Starým Hradům. Od 1. ledna 1975 do 23. listopadu 1990 patřily jako část města k Libáni a od 24. listopadu 1990 jsou opět samostatnou obcí.

## Pamětihodnosti
- Sousoší Kalvárie, svatého Vavřince a Donáta

## Galerie

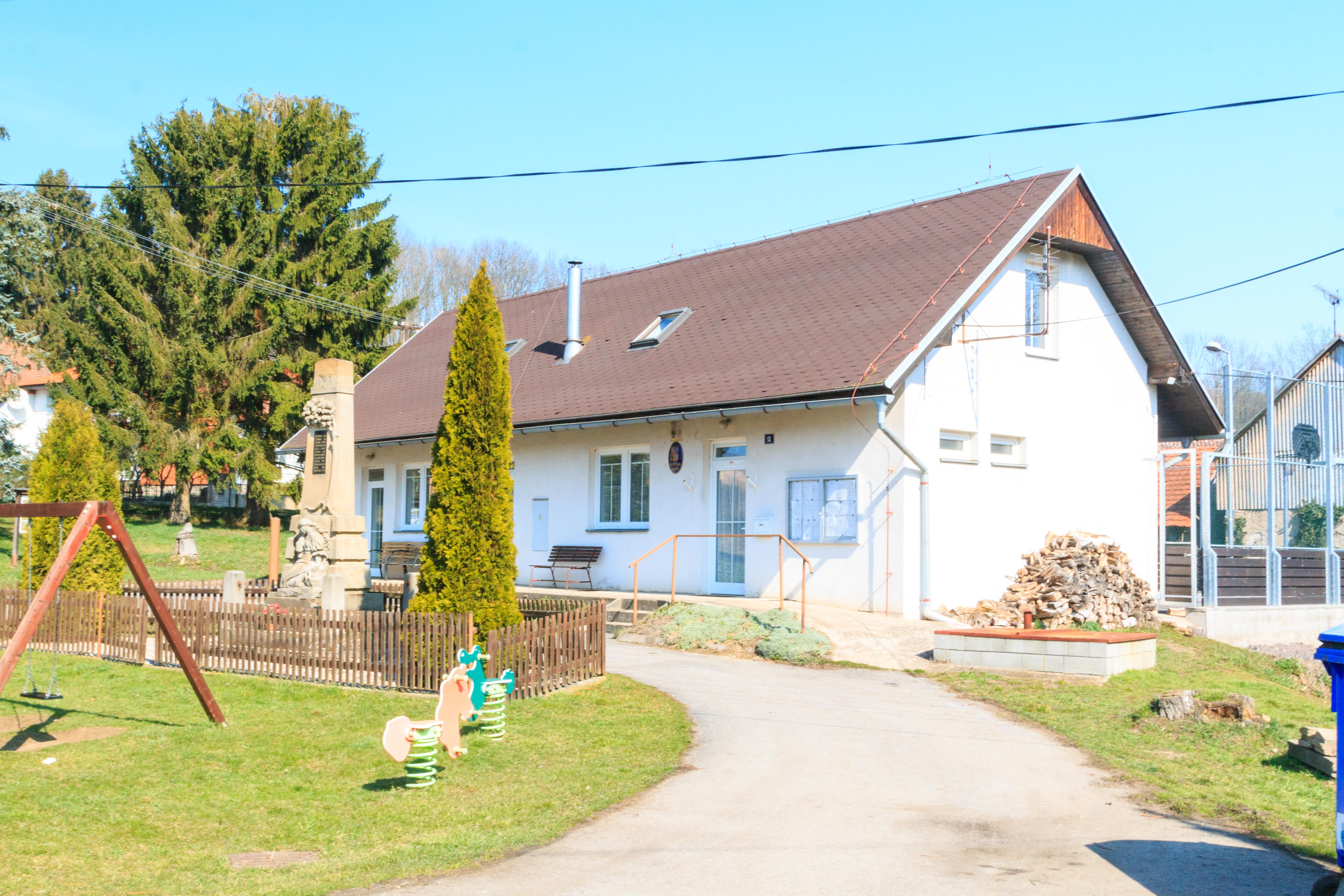
Obecní úřad
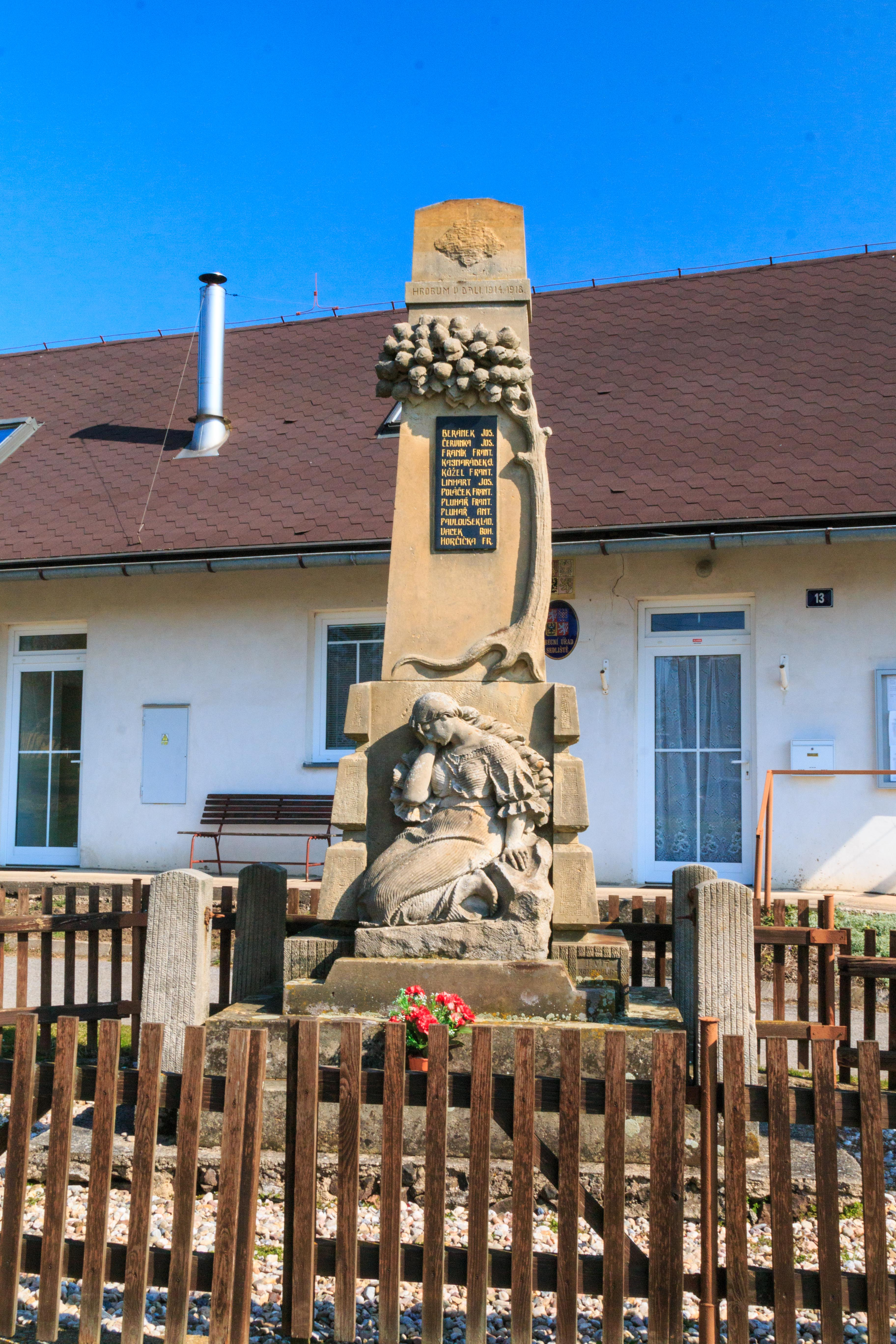
Pomník padlých
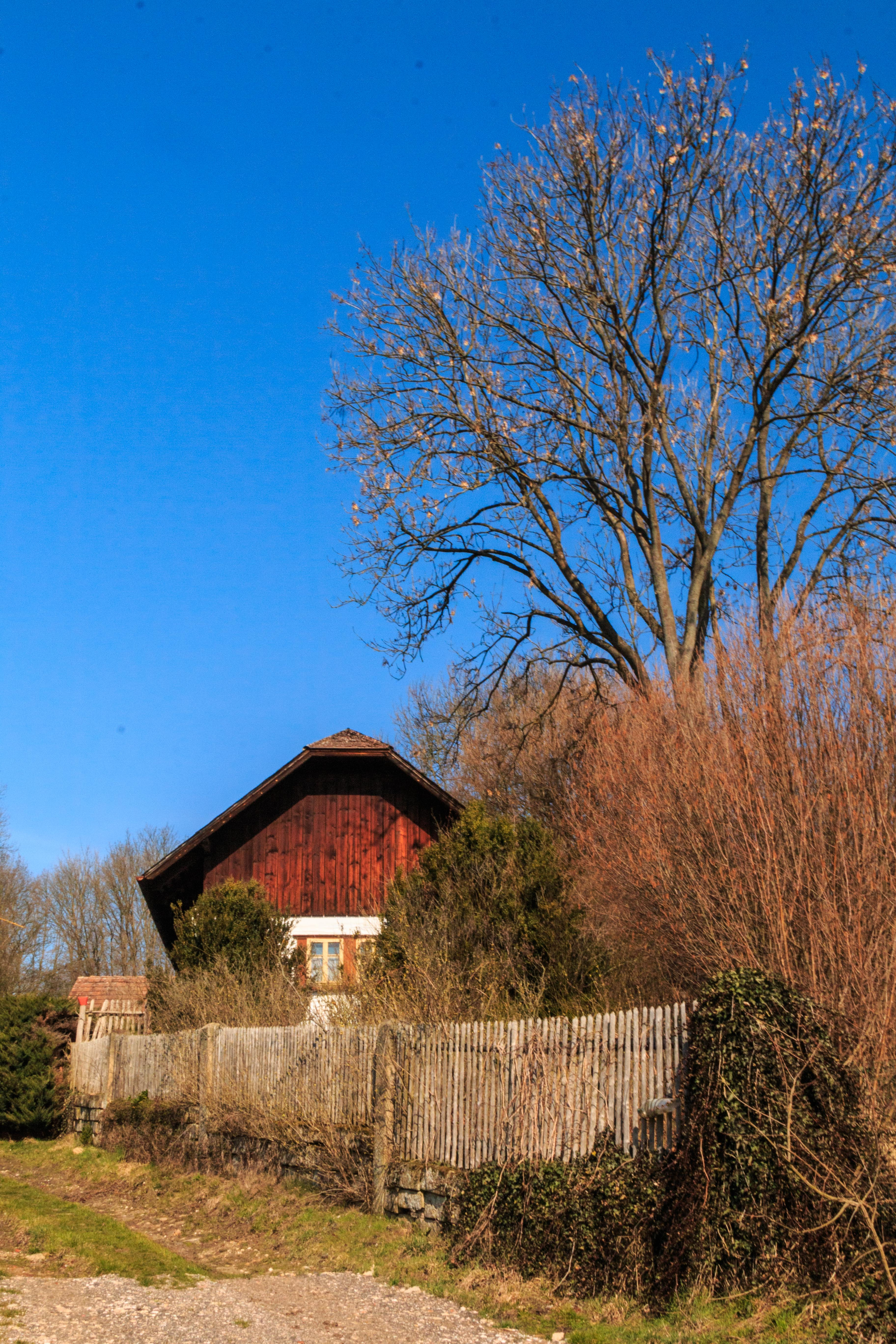
Dům čp. 43
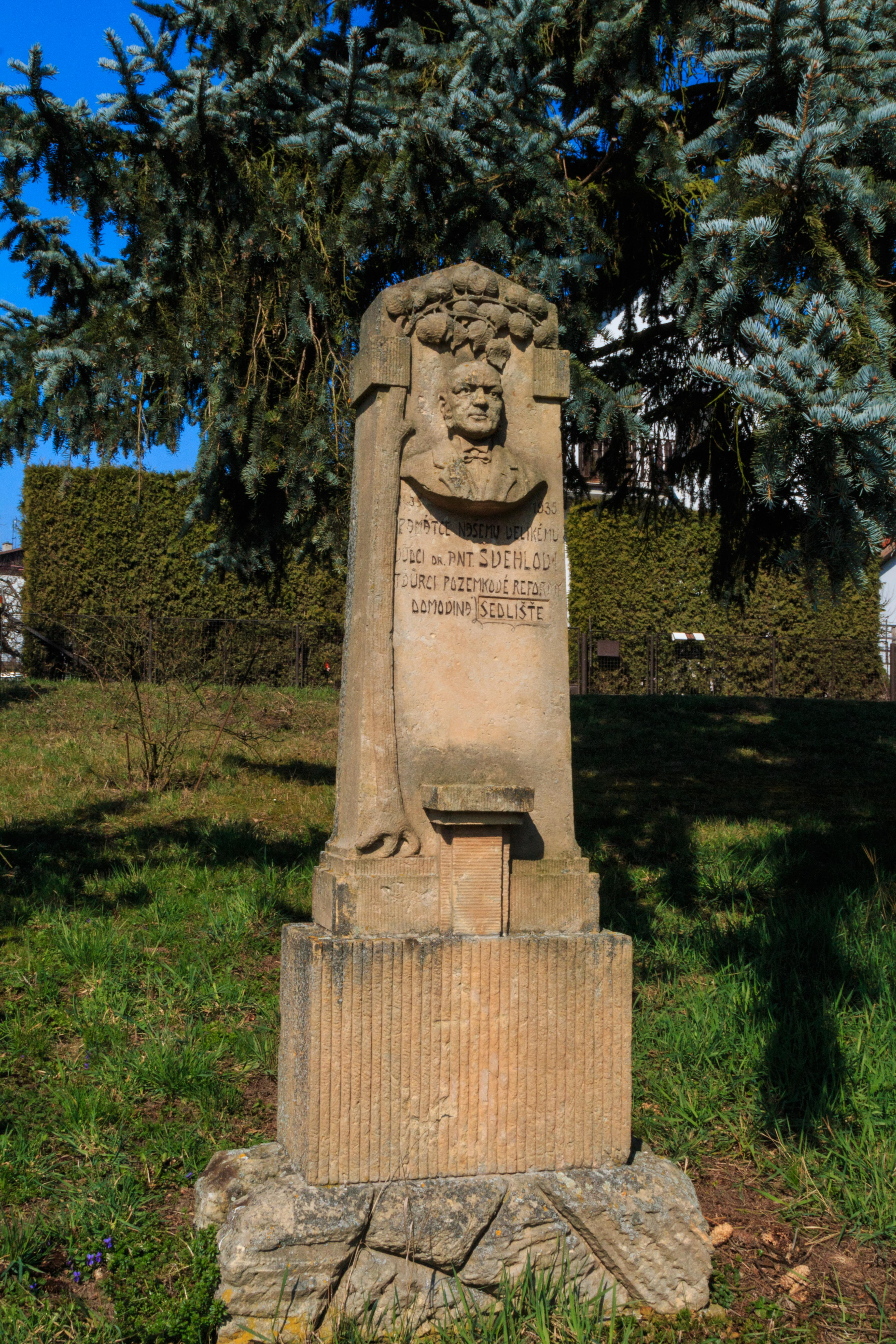
Švehlův pomník